# Anisodes mezclata
Anisodes mezclata är en fjärilsart som beskrevs av Paul Dognin 1893. Anisodes mezclata ingår i släktet Anisodes och familjen mätare. Inga underarter finns listade i Catalogue of Life.